# エアポートバス東京・成田
エアポートバス東京・成田（エアポートバスとうきょう・なりた、英: AIRPORT BUS TYO-NRT）は、主に東京駅と成田国際空港（以下、成田空港と記述）を片道1,500円（深夜早朝便は3,000円）で運行する高速バス（空港連絡バス）。本項では、その前身となった東京シャトル、有楽町シャトル、THEアクセス成田（ジアクセスなりた）についても記述する。

## 概説
成田国際空港における格安航空会社 (LCC) の就航を受けて開業した低価格高速バスである。
当初のターゲットであったLCC利用者以外の層や外国人の乗客も増え、結果的に空港アクセスの多様化に貢献。特に「東京シャトル」と「THEアクセス成田」の2路線は平均乗車率70 %台を維持し、利用客数も2013（平成25）年度から2018（平成30）年度の5年間で計200万人増加した。経済誌においても、「格安バスが成田アクセスに間違いなく風穴を開けた」と評されている。
なお、東京都心と成田国際空港を結ぶ低価格高速バスは、「東京シャトル」運行以前より存在しており、ツアーバスの形式で東京シャトルと同水準の1,000円で上野や浅草を結んでいたが、知名度の低さなどで、いずれも短命に終わっている。これらはツアーバスのため完全予約制で、成田空港では正規のバス乗り場が使用できず、大型車用の駐車場で乗り降りしていた。
ほぼ同等のサービスを提供していた、京成グループが運行する「東京シャトル」および「有楽町シャトル」と、JRバス関東とビィー・トランセグループが運行する「THEアクセス成田」が統合して2020年（令和2年）2月1日より運行している。

## 路線沿革

### 東京シャトル・THEアクセス成田の運行開始

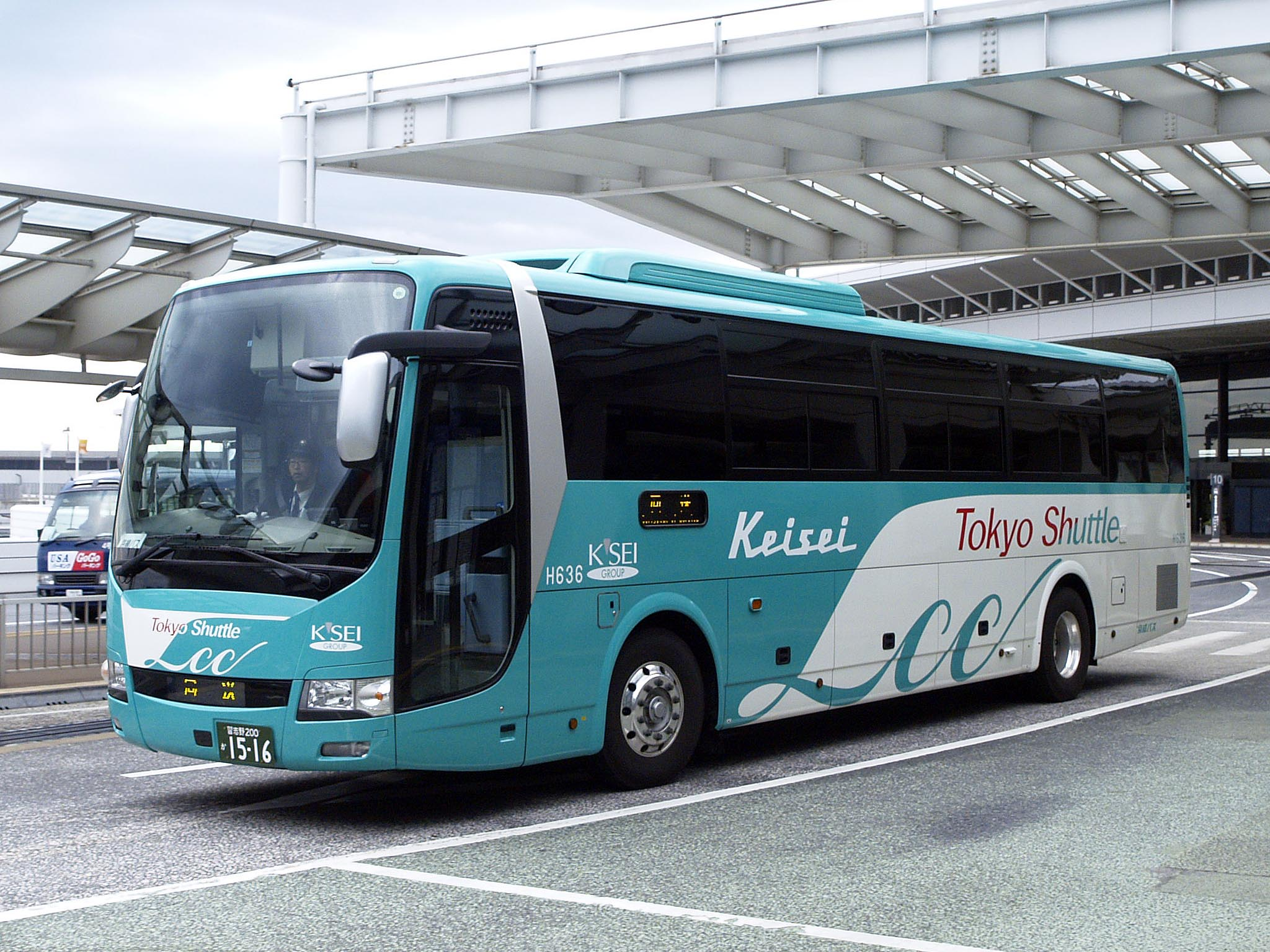
東京シャトル（京成バス）

成田国際空港における格安航空会社 (LCC) の就航を受け、都心と同空港を結ぶ低価格空港連絡バスとして、2012年（平成24年）7月3日に京成グループが「東京シャトル」を運行開始、同年8月10日にビィー・トランセグループが「THEアクセス成田」の運行を開始した。
運賃は両社とも片道1,000円であった。当時から東京空港交通が運行するリムジンバスが片道3,000円程度であったことを考えると、価格破壊といってもよい設定である。
なお東京シャトルは定価2,000円、事前予約で1,000円～1,500円という運賃設定をしていたが、THEアクセス成田が定価1,000円としたため、この運賃への移行はされなかった。
いずれも従来の東京駅 - 成田空港を結ぶリムジンバスとは異なり、東京シティエアターミナル（T-CAT、箱崎）を経由しない直行路線であり、東京駅 - 成田空港間の所要時間は60分ほどに設定された。
成田空港では、第2ターミナル2箇所、第1ターミナル1箇所に両路線用の停留所が設けられ、2つの路線が共同使用することとなった。東京駅では、「東京シャトル」が外堀通り沿い、「THEアクセス成田」が八重洲通り沿いに停車し、THEアクセス成田はこのほか銀座駅（数寄屋橋西銀座デパート前）にも停留所を設置した。
運行事業者は当初、「東京シャトル」が京成バスと成田空港交通の2社共同運行、「THEアクセス成田」が平和交通の1社であった。

### 利用者数の増加

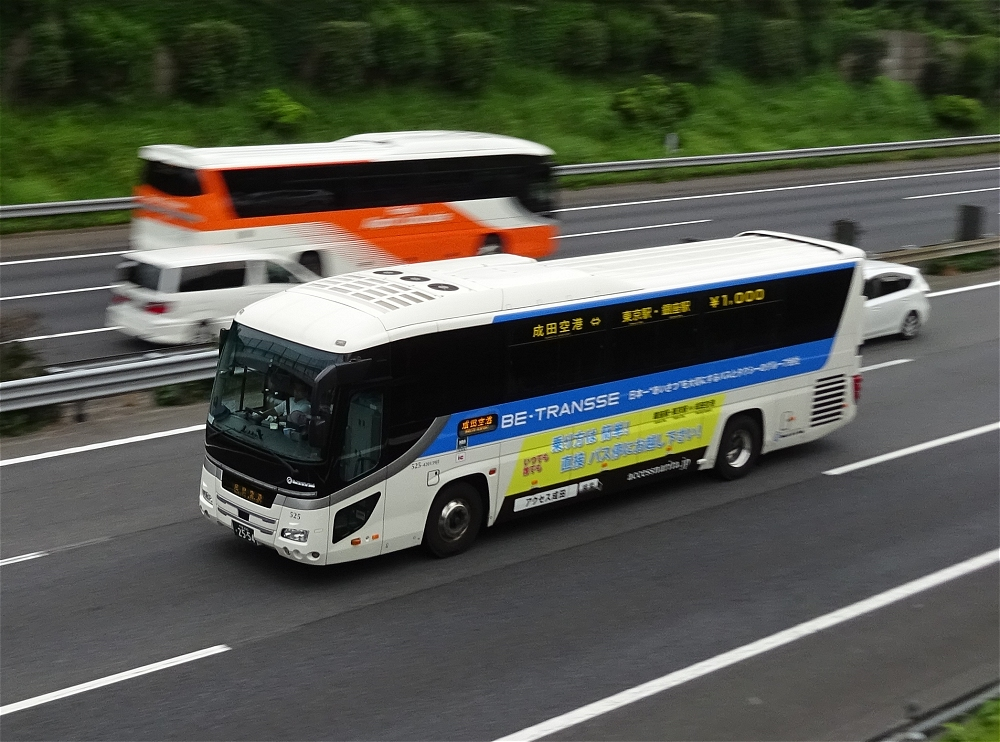
THEアクセス成田（平和交通）

開業後、「東京シャトル」はキャンペーン運賃の導入もあって順調に利用者数を伸ばしたが、「THEアクセス成田」のほうは成田空港に発券カウンターを持たないことや、知名度不足から利用者数が低迷していた。
しかし、次第に「トイレがついている」「座席がゆったりしている」などの口コミで利用者が増えるようになり、2013年（平成25年）1月1日には成田空港近隣ホテル便を新設、さらに同年4月26日よりグループのあすか交通との共同運行を開始し、満席となることも珍しくなくなった。
一方の「東京シャトル」にも京成バスシステム、東京空港交通の子会社であるリムジン・パッセンジャーサービスが参入（リムジン・パッセンジャーサービスは2018年〈平成30年〉に撤退）したほか2013年（平成25年）9月1日には銀座駅経由便を新設、江東区青海の大江戸温泉物語への乗り入れも開始した。
このような2陣営の競争により、低価格空港連絡バスの規模は徐々に拡大していった。
なお平和交通は、1日2往復運行していた、大網駅を出て、土気駅・誉田駅・鎌取駅・大宮町バスターミナルを経由して成田空港へ向かうTHEアクセス成田外房大網線を2013年4月25日に廃止している。

### JRバス関東のTHEアクセス成田参入

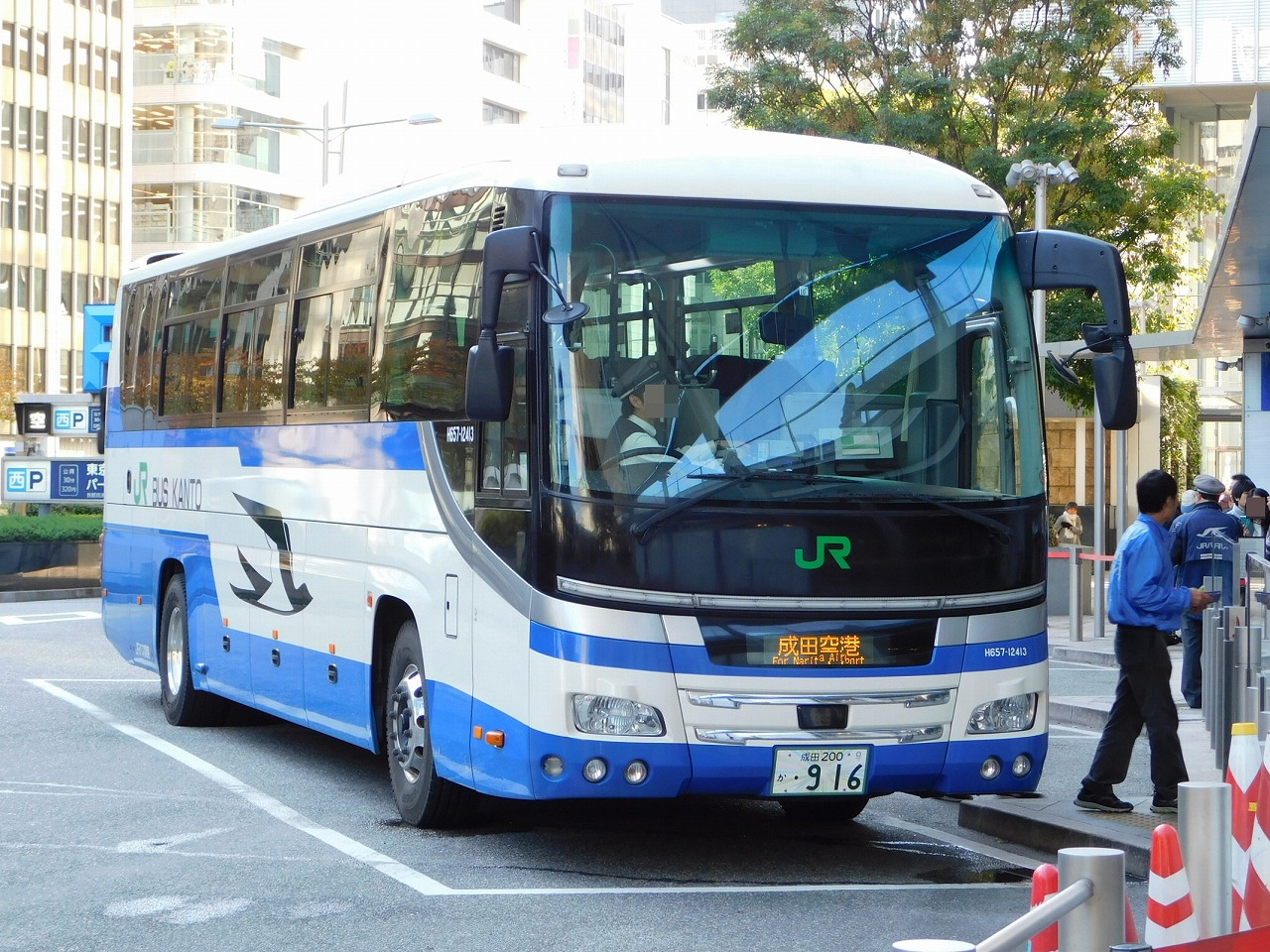
THEアクセス成田に参入したJRバス関東

こうしたなか、都市間高速バスを運行するJRバス関東は、LCCの便数増に伴い競合する長距離バス路線の輸送量が低下し、新たな収益源を確保する必要があった。そこで外国人旅行者の増加を踏まえたJR線の補完の必要もあり、成田空港への乗り入れを模索していた。
一方でTHEアクセス成田陣営は、大手バス会社に比べると地上設備が乏しく、利用者の増加に伴って多くの便が満席となり乗務員だけでの対応は限界に近く、需要に対しての十分な増便もできていなかった。
そこで銀座・東京駅経由で人気が高く、Suica決済を導入していることからJR東日本の認知度も高かったTHEアクセス成田への参入を決め、2014年（平成26年）12月16日に空港行5便、空港発6便の運行を開始した。
あわせて同路線は東京駅の乗り場をJR高速バスターミナルに変更した。これがTHEアクセス成田にとって大きな追い風となる。
この間、JRバス関東は、2013年（平成25年）9月から多古町と接触し、空港に近い多古台地区に東関東支店を開設する準備を進めていた。

### 成田空港第3ターミナルの開業
2015年（平成27年）4月8日には、成田空港にLCC専用の第3ターミナルが開業し、両路線も新ターミナルへの乗り入れが開始された。あわせて、「THEアクセス成田」においては大幅な増便が実施され、両者合わせて概ね10分間隔の高頻度運行となった。
ビィー・トランセグループはこれにあわせ、千葉市緑区の西岬観光本社内に、同社高速バス部門の前身となる平和交通椎名崎営業所を新設、JRバス関東は同年6月20日、多古台に東関東支店を移転・開設し、空港線増発への体制を整えた。
また、第3ターミナルにおいては、両路線の乗り場が分離されたほか、「THEアクセス成田」もカウンターにおいて乗車券の販売を開始した。
さらに、2015年（平成27年）4月から「THEアクセス成田」はピーチ・アビエーション機内において、「東京シャトル」は同年7月からジェットスター・ジャパン機内において乗車券の事前販売を開始した。

### 有楽町シャトルの運行開始
2017年（平成29年）12月16日には2020年東京オリンピック・パラリンピックを見据えたバリアフリー実証実験運行路線として東京駅鍛冶橋駐車場と成田空港第2ターミナルを結ぶ「有楽町シャトル」が京成バスによって開設された。運賃は「東京シャトル」と同額だが、バリアフリー対応のため、リフト付き車両や床の低い2階建て車両を投入しているのが特徴であった。

### 東京シャトル・THEアクセス成田の統合によるエアポートバス東京・成田の運行開始
これまで、京成グループとJRバス関東・ビィー・トランセグループがそれぞれ別々に運行してきたが、予約方法や乗り場、乗車方法が互いに異なるため、不便を来しており、利用者から「わかりにくい」との声が寄せられていた。そのため、2020年（令和2年）2月1日より「東京シャトル」（「有楽町シャトル」含む）と「THEアクセス成田」を統合し、新規参入の京成トランジットバスも含めた8社で、「エアポートバス東京・成田（AIRPORT BUS『TYO-NRT』）」として共同運行することになった。運賃は昼間便1,000円、深夜便2,000円に一本化し、東京駅・銀座駅の乗降場所を「THEアクセス成田」側に統一した。
成田空港行は予約者用の全席指定席便と当日乗車用の全席自由席便の2種類とし、深夜・早朝を除く東京駅行は、成田空港の発券カウンターで時間指定の乗車券を購入の上乗車する形態とした。
2019年（令和元年）12月現在、「東京シャトル」は123便、「THEアクセス成田」は142便運行していたが、本統合と京成トランジットバスの参入で更に19便増やし、1日往復で284便、1時間に最大10便運行する日本最大級の空港連絡バスとなった。また、高速バス全体としても日本一運行本数が多い路線となった。
しかし、路線統合とほぼ時を同じくして発生した新型コロナウイルス感染症（COVID-19）の世界的流行に伴う国際線の大幅減便の影響が直撃し、一時は1時間に1本までの減便を余儀なくされ、2021年11月時点の臨時ダイヤでは上下113便に減便されている。

### 年表

#### 東京シャトル
- 2012年（平成24年）
  - 7月3日 - 京成バス・成田空港交通の2社により東雲車庫・東京駅八重洲口 - 成田空港間で運行開始。1日15往復、うち空港行の深夜便1本。通常運賃2,000円（空港行の事前購入運賃：1ヶ月前まで1,000円、前日まで1,500円）[14]、キャンペーン運賃（デビュープライス）：800円（2012年9月末まで）[15]。
  - 8月11日 - 1日17往復に増便。
  - 9月9日 - 京成バスシステムが参入、空港行19本（うち深夜便1本）、空港発23本に増便[16]。
  - 10月1日 - キャンペーン運賃（粋割）を設定（空港行900円、空港発1,000円、2013年3月末まで）[16]。
- 2013年（平成25年）
  - 3月30日 - 東京空港交通の子会社であるリムジン・パッセンジャーサービスが参入し、京成バス担当便の一部が新習志野高速営業所から千葉営業所に移管される。空港行20本（うち深夜・早朝便4本）、空港発45本に増便。通常運賃を900円（空港行の深夜・早朝便を予約なしで乗車する場合は1,000円）とする[17]。
  - 9月1日 - 新たに数寄屋橋・大江戸温泉物語に停車。空港行31本（うち深夜・早朝便5本）、空港発49本に増便。空港行の深夜・早朝便を予約なしで乗車する場合の運賃を1,500円に引き上げ（通常運賃は900円で変更なし）[18]。
- 2014年（平成26年）
  - 3月28日 - 開業以来の乗客数が100万人を突破[19]。
  - 7月23日 - 空港行54本（うち深夜・早朝便5本）、空港発53本に増便。通常運賃を事前予約あり900円、事前予約なし1,000円（空港行の深夜・早朝便を予約なしで乗車する場合は2,000円）に改定。7枚綴りで6,000円の「東京シャトルフリー乗車専用回数券」の発売を開始[20]。
  - 10月1日 - 数寄屋橋（銀座）停留場を銀座駅（有楽町）停留場に改称[21]。
- 2015年（平成27年）
  - 4月8日 - 成田空港第3ターミナルに乗り入れ開始[22]。
  - 4月16日 - 開業以来の乗客数が200万人を突破[23]。
  - 11月1日 - 小児運賃（大人の半額、下限500円）[24]・キャンペーン運賃（粋割：空港行・事前予約あり800円。2016年1月31日まで）を設定[25]。
- 2016年（平成28年）
  - 1月30日 - 開業以来の乗客数が300万人を突破[26]。
  - 3月16日 - PASMO（および相互利用対象の交通系ICカード）の取り扱いを開始、同時に交通系ICカード利用のキャンペーン運賃（空港行・昼行便950円、深夜・早朝便1,900円、2016年6月30日まで）を設定[27]。
  - 7月1日 - IC割引キャンペーンを2017年3月31日まで延長するとともに、大江戸温泉物語発着便を増便[26]。
- 2017年（平成29年）5月1日 - 東京駅八重洲口の京成バスラウンジでの発券のみクレジットカード決済対応となる[28]。
- 2018年（平成30年）3月31日 - 同日限りで、リムジン・パッセンジャーサービスによる東京シャトルの運行を終了。
- 2019年（令和元年）
  - 10月1日 - 消費税率引き上げに伴い、早割など一部の割引運賃を終了。昼行便1,000円、深夜・早朝便2,000円に統一[29]。
  - 10月27日 - 成田空港の運用時間延長に伴い、成田空港発の最終便を1時間繰り下げ0:15発にする。

#### 有楽町シャトル
- 2017年（平成29年）12月16日 - 国土交通省が主導する、2020年東京オリンピック・パラリンピックに向けた交通機関のバリアフリー化の実証実験路線として運行開始[30]。車椅子リフト付ハイデッカー車両を使用[31]。
- 2018年（平成30年）3月29日 - 2階建て車両（スカニア／バンホール社製のアストロメガ）の運行を開始[32]。

#### THEアクセス成田
- 2012年（平成24年）
  - 8月10日 - 平和交通により運行開始（空港行9便・空港発12便、外房大網線2往復）。
  - 10月10日 - ダイヤ改正（空港行13便・空港発16便、外房大網線2往復）。
- 2013年（平成25年）
  - 1月 - 数寄屋橋→成田地区ホテル便の運行開始（3便）。
  - 4月25日 - 外房大網線廃止[7][8]。
  - 4月26日 - あすか交通が参入、ダイヤ改正（空港行18便・空港発20便、成田地区ホテル行4便）。
  - 7月19日 - ダイヤ改正（空港行22便・空港発27便、成田地区ホテル行4便）。
- 2014年（平成26年）
  - 1月27日 - 停留所に東雲イオン前を追加、ダイヤ改正（空港行22便・空港発38便、成田地区ホテル行4便）。
  - 12月16日 - ダイヤ改正を行い（空港行36便・空港発47便、成田地区ホテル行4便）、同時にJRバス関東が参入[33]。東京駅の乗り場を東京駅JR高速バスターミナルに変更。また、成田空港行の女性専用深夜便の運行を開始。
- 2015年（平成27年）
  - 4月8日 - 同日開業した成田空港第3ターミナルに乗り入れ開始。また、同ターミナルにおいて便指定乗車券の発売開始。また、成田空港行の深夜便を1便増便。既存の女性専用深夜便と合わせて深夜便は2便となる[34]。
  - 12月19日 - 利用の多い時間帯に増便[35]。計129便での運行となる。
- 2017年（平成29年）5月1日 - 利用の多い時間帯に増便[36]。計142便での運行となる。平和交通が運行する一部の便を西岬観光に変更。
- 2019年（令和元年）
  - 9月30日 - 回数券の発売を終了（2020年3月31日まで利用可能）[37]。
  - 10月27日 - 成田空港の運用時間延長に伴い、成田空港発の深夜便および成田空港行の夜間便を新設し、利用者の少ない便を減便。また、深夜運賃の適用時間を見直し[38]。

#### エアポートバス東京・成田
- 2020年（令和2年）
  - 2月1日 - 「東京シャトル」「THEアクセス成田」「有楽町シャトル」の3路線が統合し、新たに「エアポートバス東京・成田」として共同運行を開始[39]。
  - 5月1日 - 新型コロナウイルス感染症（COVID-19）の世界的流行に伴う航空便大量欠航・利用者激減の影響で、本数を大幅に減便、1時間に1本の特別ダイヤに変更。成田空港近隣ホテル行き・鍛冶橋駐車場発着便は全便運休。
  - 9月1日 - 事前予約の受付中止とホテル行きの全便運休を継続したまま、一部のダイヤを見直し[40]。
- 2021年（令和3年）
  - 3月1日 - 運賃改定。昼行便が1,300円（小人650円）、深夜便が2,600円（大人のみ）となる[41]。また、同日から東京駅での現金乗車が、乗車前に「JR高速バスきっぷ売り場」で乗車券を購入する方法へ変更[42][43][44]。
  - 9月6日 - 大江戸温泉物語の閉店に伴いバス停を廃止[45]。
- 2022年（令和4年）4月1日 - 東京駅での降車場所が八重洲口（旧ヤンマービル前、ビィー・トランセグループバス降車場）から日本橋口に変更。
- 2024年（令和6年）8月1日 - 運賃改定とダイヤ改正を実施[46]。昼行便が1,500円（大人）、深夜便が3,000円（同）となる[46]。新たに千葉交通と千葉内陸バスが参入し運行を開始[47][48]。
- 2025年（令和7年）4月1日 - 成田空港交通・千葉交通・千葉内陸バスが他の京成グループバス会社（千葉中央バス・ちばフラワーバス・ちばシティバス・ちばグリーンバス）と合併し「京成バス千葉イースト」に社名を変更。

## 運行会社
以下の3企業グループ8社による共同運行。なお、成田空港近隣ホテル行きは全便平和交通が運行。括弧内は運行担当支店・営業所。
- ジェイアールバス関東（土浦支店・成田空港支店・東京支店）[51]
- ビィー・トランセグループ
  - 平和交通（本社営業所・東京営業所）
  - あすか交通
  - 西岬観光
- 京成電鉄バスグループ
  - 京成バス（千葉営業所・新習志野高速営業所・長沼営業所・奥戸営業所）[49]
  - 京成バス千葉ウエスト（塩浜営業所）
  - 京成バス千葉セントラル（船橋営業所）
  - 京成バス千葉イースト（成田営業所・多古営業所・成田空港営業所・四街道営業所）

## 路線

### 東京発
ほとんどは東京駅八重洲南口の東京駅高速バスターミナル7番、8番乗り場が始発であるが、一部は、銀座駅、鍛冶橋駐車場、東雲イオン前、東雲車庫始発で東京駅を経由して成田空港へ向かう。ただし銀座駅始発の一部は東京駅を経由しない。行先は、銀座駅発、東京駅経由の夕方の4便が成田空港近隣ホテル行きである他は、成田空港行きであり第3ターミナル、第2ターミナル、第1ターミナルの順に停車する。なお、長大な第2ターミナルでは、南側の2番、北側の19番の双方に停車する。
なお、運行会社によって車内設備が異なるため、時刻表上にトイレの有無の表記がある。また、旧有楽町シャトルは鍛冶橋駐車場始発東京駅経由となるため、他便と予約締め切り時刻が異なる（始発停留所発車時刻の10分前に締め切るため、鍛冶橋駐車場始発は東京駅基準では発車時刻20分前に締め切りとなる）。なお東京駅、鍛冶橋駐車場始発以外の便は、自由席制で予約はできない。

### 成田空港発
基本的に成田空港第3ターミナル2番、第2ターミナル2番、19番、第1ターミナル31番の順に運行し、東京駅日本橋口へ向かう。一部のバスはさらに銀座駅、鍛冶橋駐車場、東雲イオン前、東雲車庫が終着となる。成田空港第3ターミナル1番始発の便もあり、これは第2ターミナルを経由せず、第1ターミナル31番のみ経由する。
成田空港発は全便が座席定員制で、成田空港の各ターミナルビル内にある乗車券販売カウンターで時刻指定の乗車券を購入する必要がある。ただし早朝・深夜の計5便はチケットカウンターが閉鎖されるため、乗車の際に直接現金またはICカードで運賃を支払う。これに合わせ、成田空港では当路線を含む東京都心までの運賃が低廉なバス（Low Cost Bus: LCB）専用の乗車券カウンター（LCBカウンター）を新設した。

## 車両
ほとんどは、ハイデッカー高速バス車両で運行されているが、鍛冶橋駐車場発着のみスカニア・バンホール製の2階建て車両が運用されている。以下の記述は統合前のものであり、今後の動向はまだ確定していない。

### 旧東京シャトル
旧東京シャトルは、緑色の独自塗装に「LCC」「TYO-NRT」のロゴを配置した専用車両を中心に運行されている。この車両は、トイレを設置せず、LCCのように座席間隔を詰めて定員を多めにとることで運賃収入増を図っている。定員は正席49人である。
運行各社とも、三菱ふそう・エアロエースの専用車を導入しているほか、京成バスシステムと成田空港交通には日野・セレガの専用車も配置されている。

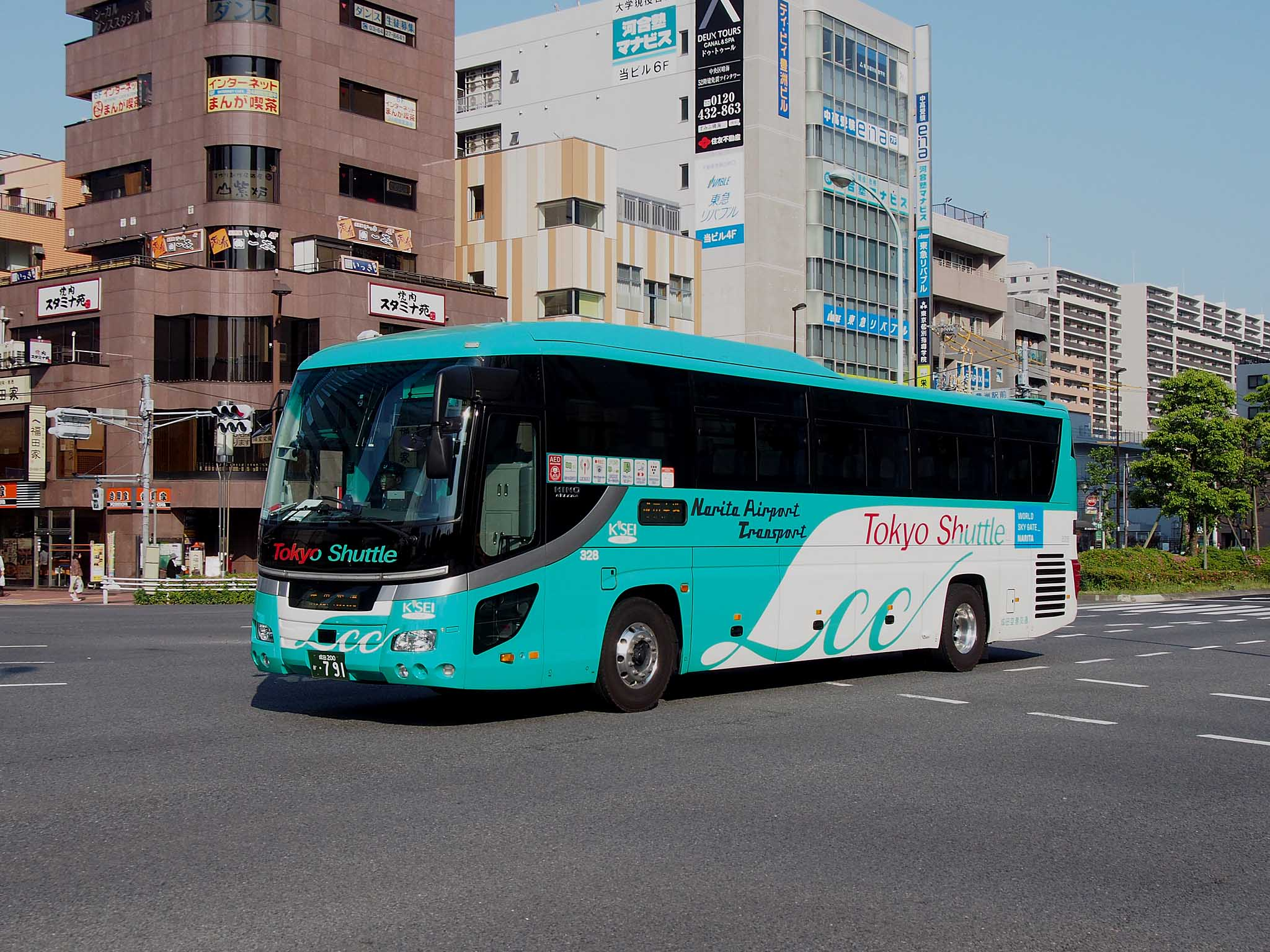
成田空港交通 328（東京シャトル時代）
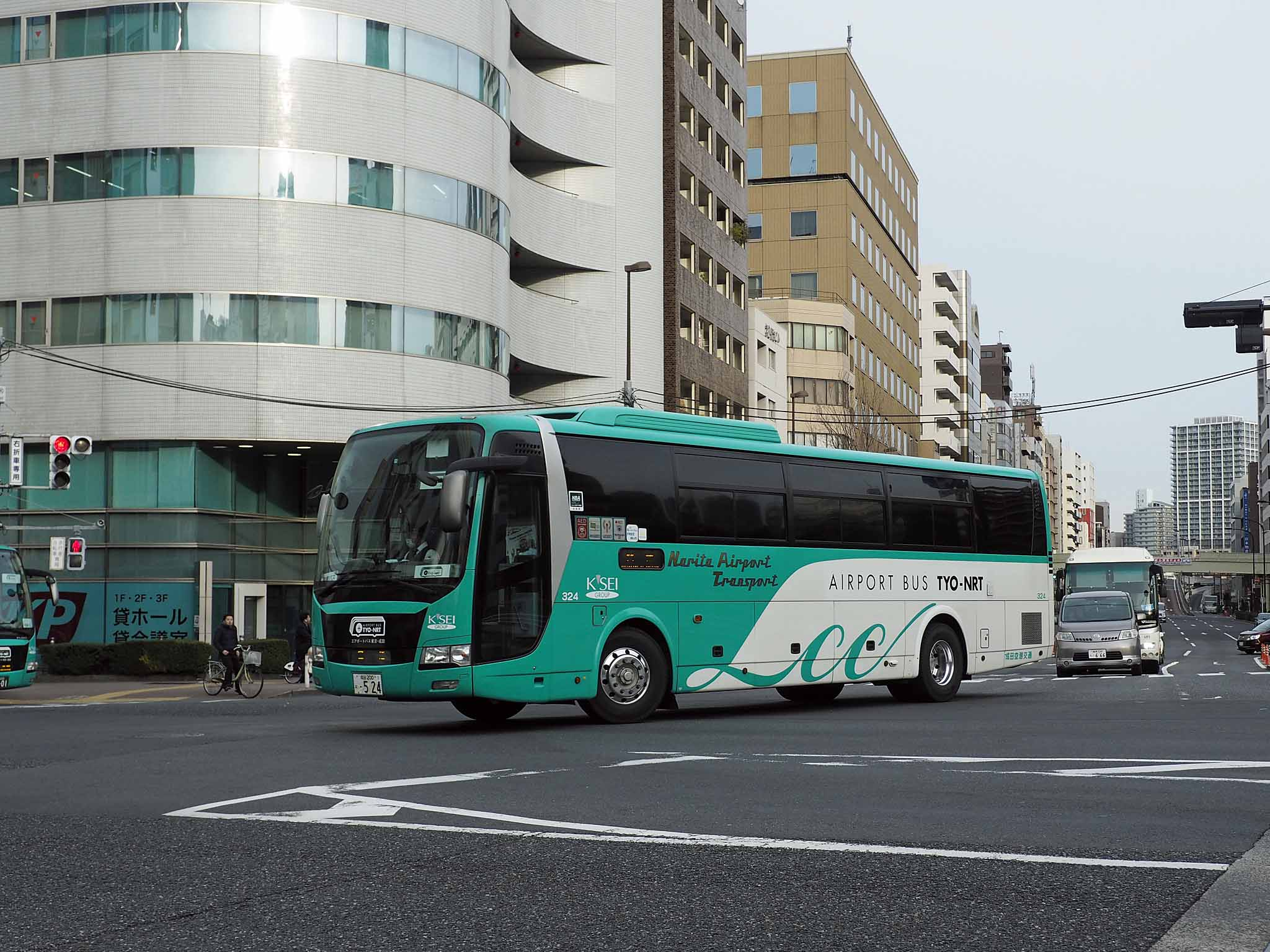
成田空港交通 324（エアポートバス東京・成田改称後）
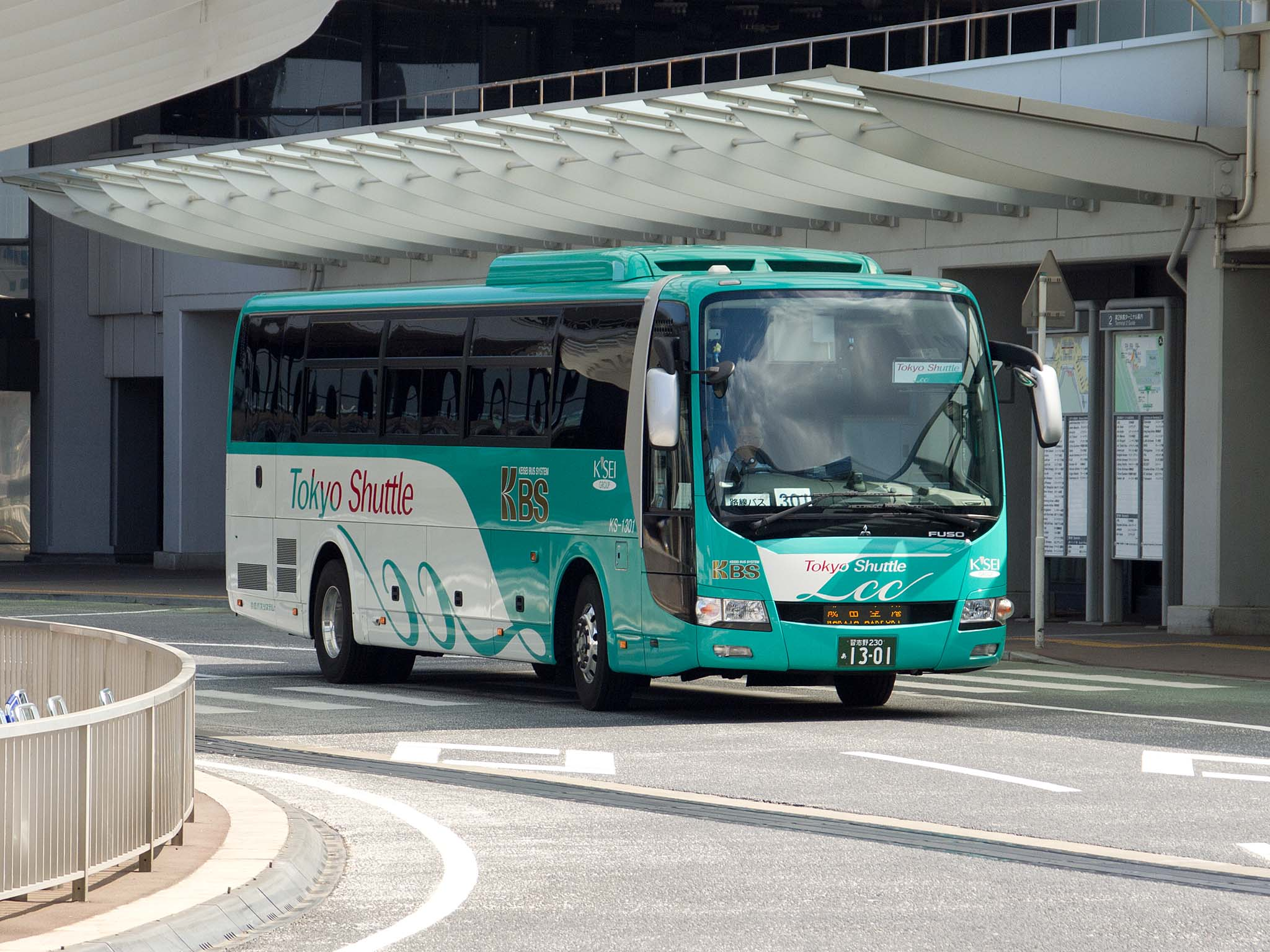
京成バスシステム KS-1301（東京シャトル時代）

### 旧THEアクセス成田
これに対し、旧THEアクセス成田の車両は、他路線との共通運用を前提とした仕様であり、車両を汎用化することでコスト削減を図ろうという発想である。このため、トイレが設置されており、定員は38 - 44人とやや少なめである。
運行開始にあたり、平和交通はエアロエースの空港線対応車を3台導入したほか、従来の通勤高速バス用車両もトランクの広い一部車両をほぼそのまま使用している。

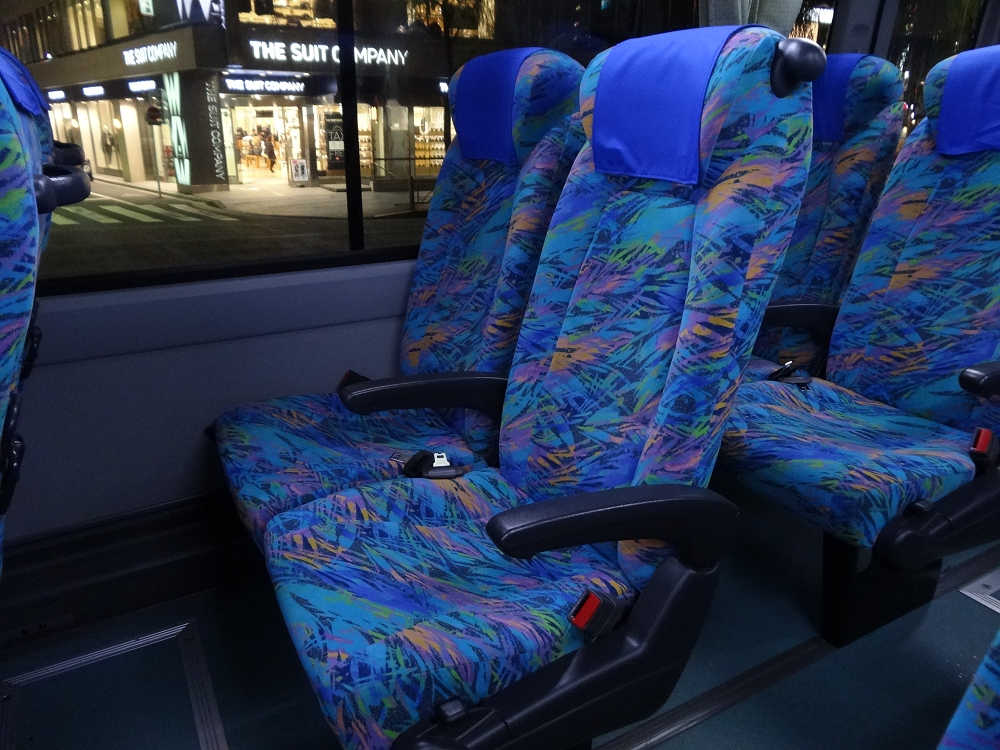
平和交通のワイドシート車

2013年9月には、補助席を設けず、座席横幅を拡大したセレガの「ワイドシート車」が導入され、さらなるサービス改善が図られた。この車両は、車内だけでなく、出入り口ドアの形状や窓配置を含め、翌年参入するJRバス関東の標準車両によく似た仕様となっている。
あすか交通は、元木更津営業所の貸切バス2台、元クラブツーリズム専用車を改造して導入したほか、平和交通と共通仕様のワイドシート車も有している。
JRバス関東は、参入にあたって在来車のトランクを、同社中央道支店において空港輸送に適した台車付きに改造したほか、ICカード対応の運賃箱を設置した。運用にあたっているのは、原則としてセレガの44席車で、補助席のない幅広座席である。

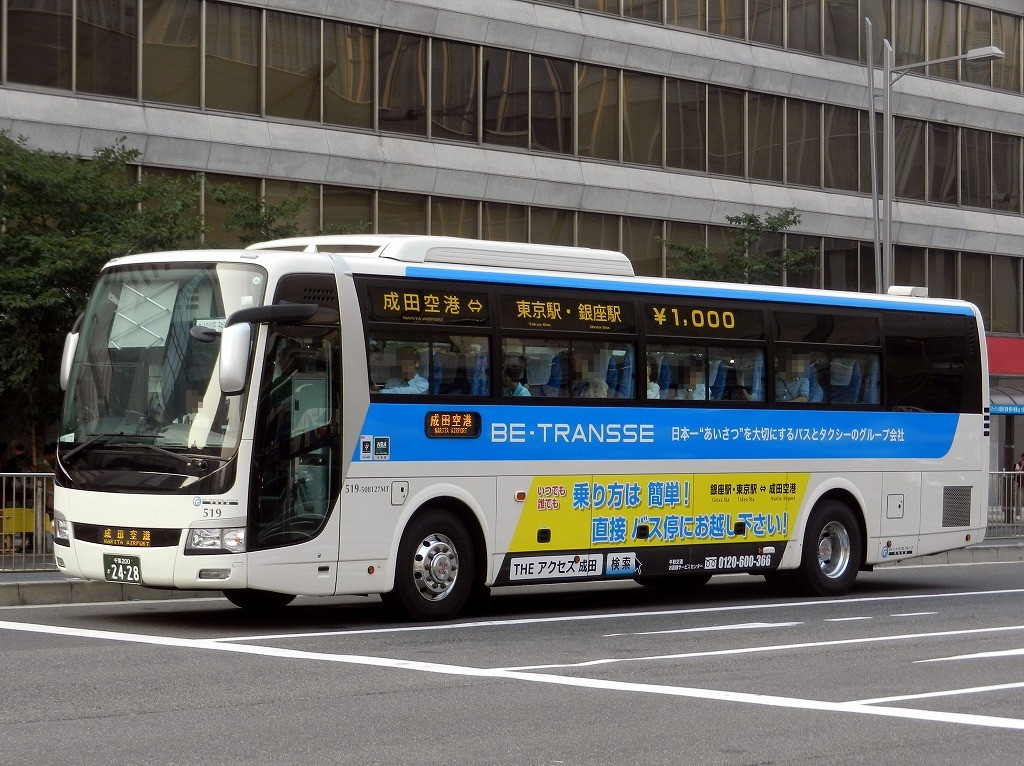
平和交通 519
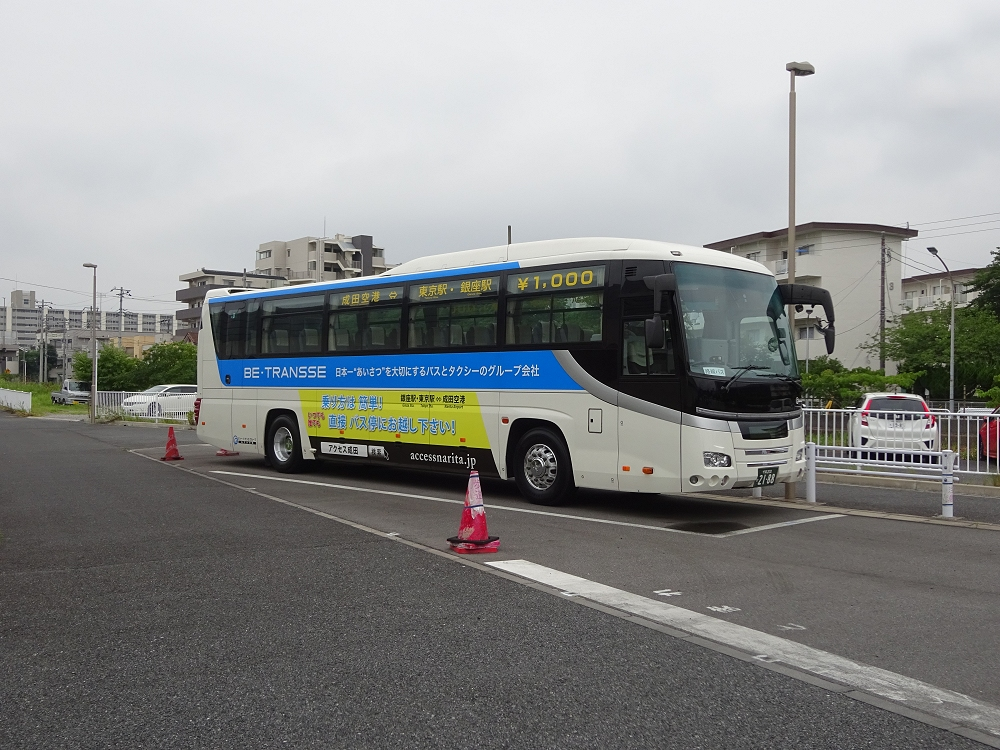
あすか交通（元クラブツーリズム）
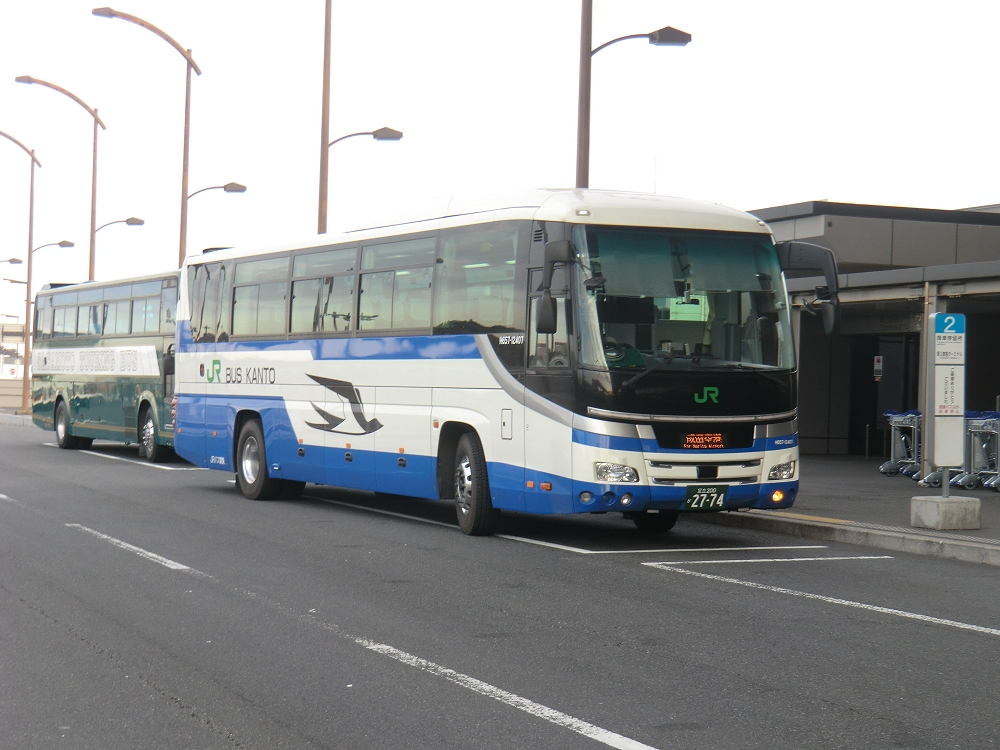
JRバス関東 H657-12407

### 旧有楽町シャトル
旧有楽町シャトル（現鍛冶橋駐車場発着便）は、2020年東京オリンピックに向けたバリアフリーの実証実験路線であることから、約半数の便が車椅子対応のリフト付き車両で運行されている。リモコンで操作できる車椅子用の乗降リフトが搭載されており、一定のサイズ以内の車椅子であれば、そのまま乗車可能である。
また、2018年（平成30年）3月からはスカニア・バンホール製の2階建て車両が1台導入された。この車両は、1階部分の床が平坦なので、スロープ板を設置すればノンステップ路線バスのように車椅子がスピーディに乗り込めるようになっている。

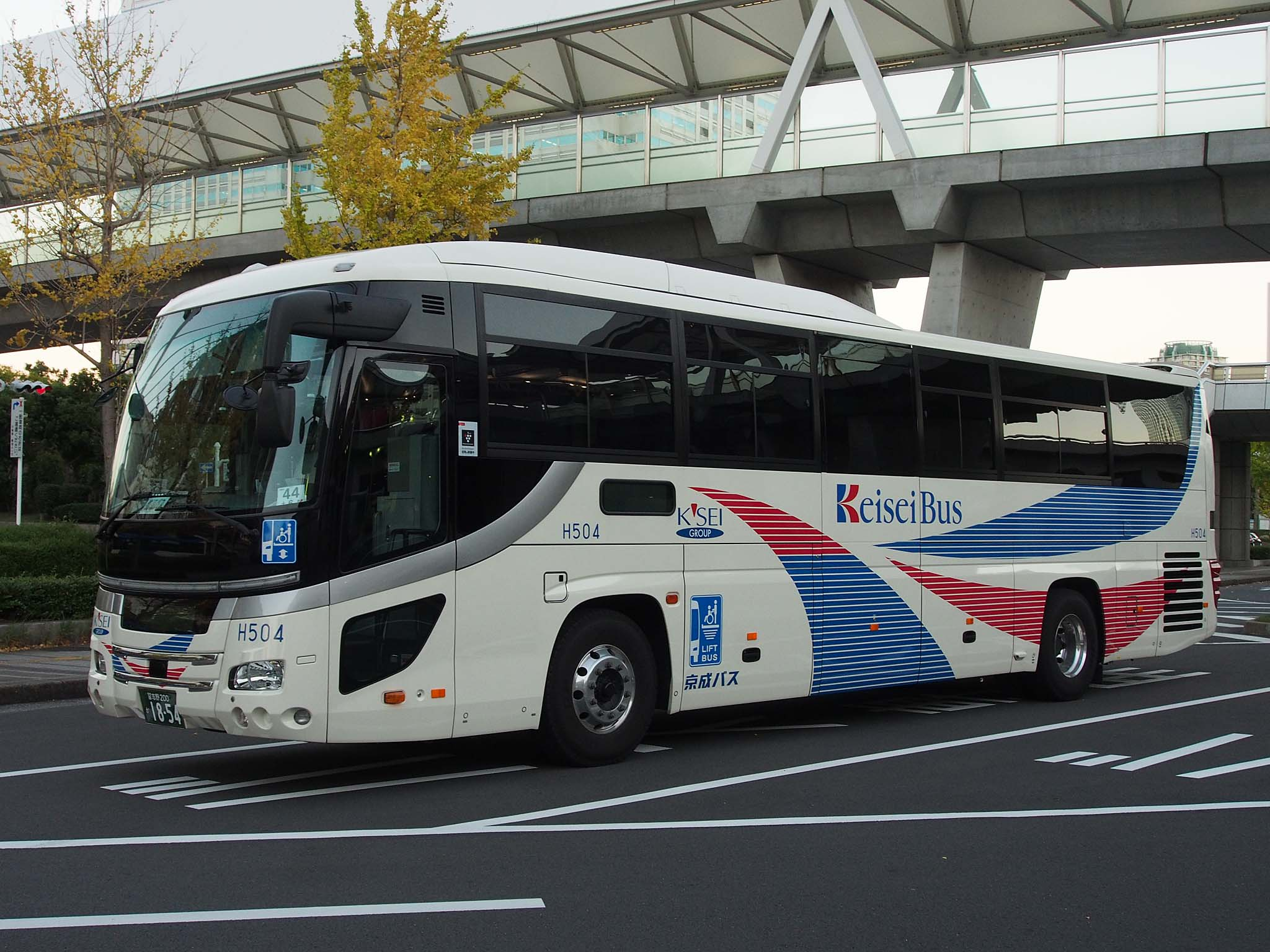
京成バス 車椅子リフト装着車
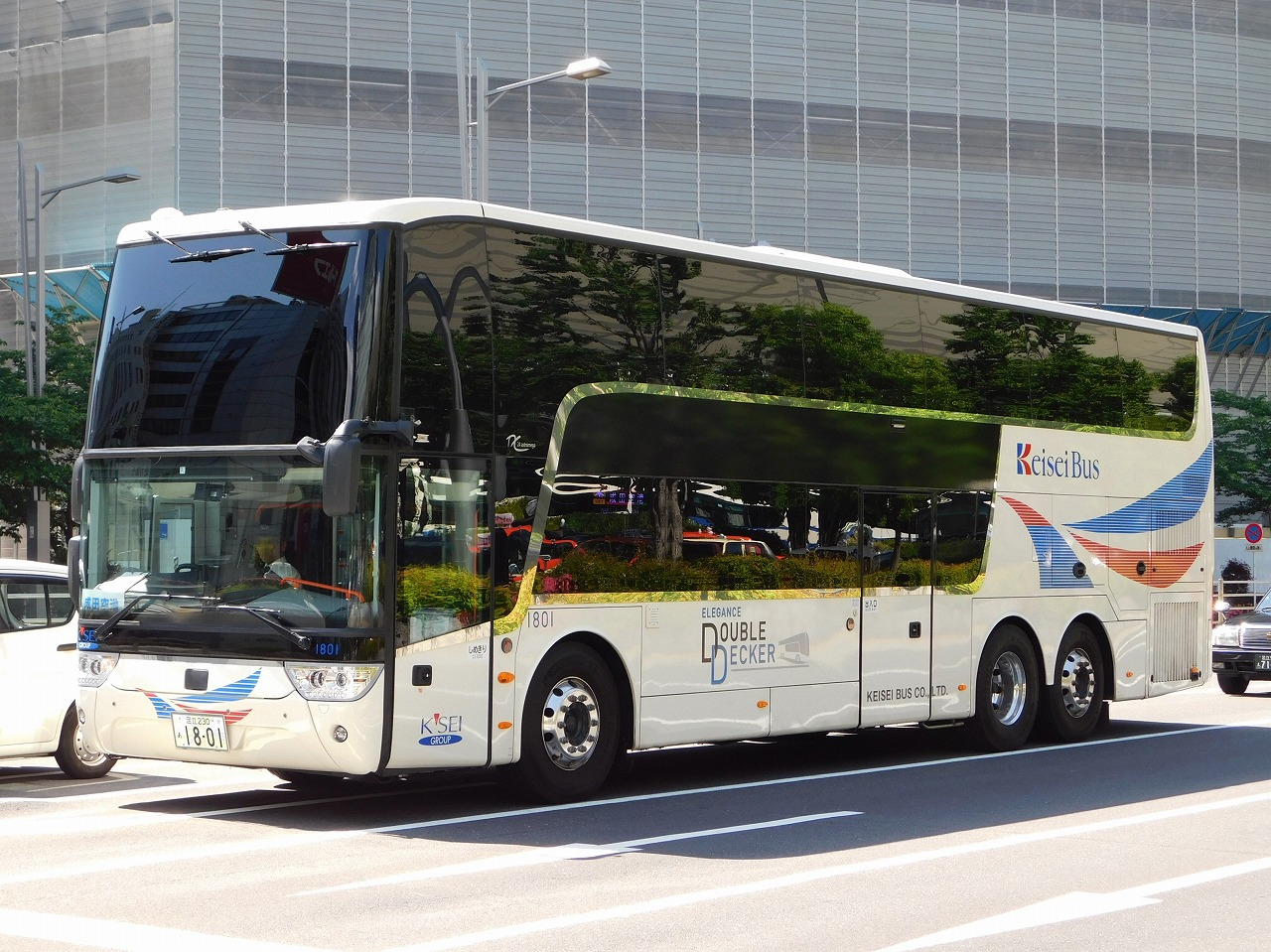
京成バス ダブルデッカー（スカニア・アストロメガ）